# C. S. Sabeeth
Chinadorai Sathyan Sabeeth (Nilgiris, 2 dicembre 1990) è un calciatore indiano, attaccante del Bhawanipore.

## Statistiche

### Cronologia presenze e reti in nazionale
| Cronologia completa delle presenze e delle reti in nazionale ― India | Cronologia completa delle presenze e delle reti in nazionale ― India | Cronologia completa delle presenze e delle reti in nazionale ― India | Cronologia completa delle presenze e delle reti in nazionale ― India | Cronologia completa delle presenze e delle reti in nazionale ― India | Cronologia completa delle presenze e delle reti in nazionale ― India | Cronologia completa delle presenze e delle reti in nazionale ― India | Cronologia completa delle presenze e delle reti in nazionale ― India |
| Data                                                                 | Città                                                                | In casa                                                              | Risultato                                                            | Ospiti                                                               | Competizione                                                         | Reti                                                                 | Note                                                                 |
| -------------------------------------------------------------------- | -------------------------------------------------------------------- | -------------------------------------------------------------------- | -------------------------------------------------------------------- | -------------------------------------------------------------------- | -------------------------------------------------------------------- | -------------------------------------------------------------------- | -------------------------------------------------------------------- |
| 25-3-2011                                                            | Kuala Lumpur                                                         | Turkmenistan                                                         | 1 – 1                                                                | India                                                                | Qual. AFC Challenge Cup 2012 - 1º turno                              | -                                                                    | 55’                                                                  |
| 13-3-2012                                                            | Kathmandu                                                            | Corea del Nord                                                       | 4 – 0                                                                | India                                                                | AFC Challenge Cup 2012 - 1º turno                                    | -                                                                    | 66’                                                                  |
| Totale                                                               |                                                                      | Presenze                                                             | 2                                                                    |                                                                      | Reti                                                                 | 0                                                                    |                                                                      |

## Palmarès

### Competizioni nazionali
- I-League: 1

Mohun Bagan: 2014-2015
- Calcutta Premier Division A: 1

East Bengal: 2016